# Ship Simulator
 (mai 2017).
Ship Simulator (ou Ship Simulator 2006) est un jeu de simulation maritime créé par la société hollandaise VSTEP et édité par Lighthouse Interactive.  

## Système de jeu
Dans la version initiale parue en 2006, le joueur peut se mettre d'un des différents navires suivants :
- Le paquebot transatlantique Titanic
- Un porte-conteneurs
- Un yacht de luxe
- Un cargo de cabotage
- Une péniche
- Une vedette de police portuaire
- Un remorqueur
- Un canot à moteur
- Un bateau-taxi

Les ports représentés sont ceux de Rotterdam, Hambourg et New York.
Le tout dernier opus de cette série est sorti le 27 août 2010 aux États-Unis et le 23 septembre de la même année en France. On l'appelle "Ship simulator Extrême".
Trois types de campagnes sont jouables:
- campagne de Greenpeace avec le tout nouveau navire: le Rainbow Warrior III pour des missions ayant pour but de protéger la planète (empêcher le dégazage des cargos, la pêche de la baleine...). Le bateau scientifique "Esperanza" est aussi pilotable.
- campagne Touristique vous plaçant sur le siège de commandant d'un immense paquebot ou d'une petite vedette à Bora Bora.
- campagne Core où il faut effectuer différent tranvasement maritime en pilotant des super tankers ou alors un immense porte porte-conteneurs ou tout simplement une péniche sur l'Elbe.